# Donji Ribnik (Serbia)
Donji Ribnik (cyr. Доњи Рибник) – wieś w Serbii, w okręgu rasińskim, w gminie Trstenik. W 2011 roku liczyła 537 mieszkańców.